# Enø
Enø est une petite île danoise au large de la côte ouest de la Seeland entre Karrebæk Fjord et Karrebæksminde Bugt. Avec une superficie de 3,4 km2, il a une population de 297 habitants au 1er janvier 2010. L'île fait environ 5 km de long et est haute de 11 mètres au-dessus du niveau de la mer. Il y a environ 1 000 pavillons et un centre de vacances à Enø sur la partie nord de l'île. Dans la partie sud, il y a une réserve naturelle et un sanctuaire d'oiseaux.